# Fábio Aurélio
Fábio Aurélio Rodrigues (n. 24 septembrie 1979) este un fost fotbalist brazilian care în cariera sa a evoluat pentru cluburile Grêmio, São Paulo, Valencia CF și Liverpool FC.